# Santi
Santi – drugi studyjny album amerykańskiej grupy rockowej The Academy Is... nagrany w 2007 roku.

## Lista utworów
1. "Same Blood" – 3:14
2. "LAX to O'Hare" – 3:36
3. "We've Got a Big Mess on Our Hands" – 3:26
4. "Sleeping with Giants (Lifetime)" – 3:36
5. "Everything We Had" – 3:38
6. "Bulls in Brooklyn" – 3:27
7. "Neighbors" – 3:10
8. "Seed" – 4:17
9. "Chop Chop" – 3:26
10. "You Might Have Noticed" – 3:22
11. "Unexpected Places" – 4:15

Bonusowe piosenki Best Buy
1. "Ghost" – 3:51
2. "Everything We Had (One Take Acoustic Mix)" – 4:11

Bonusowe piosenki iTunes
1. "Toasted Skin" – 3:55
2. "40 Steps" – 4:29